# Nakaz
Nakaz, eller Kendelse af Katharina 2., fra kommissionen om udarbejdelse af et nyt kodeks (russisk: Наказ Екатерины II Комиссии о составлении проекта нового Уложения, tr. Nakaz Jekateriny II Komissiji o sostavleniji projekta novogo Uloženija) var en lovtekst skrevet af Katharina 2. af Det Russiske Imperie. Den blev udgivet som en vejledning til den alrussiske lovgivende kommission, og blev vedtaget i 1767.
Katharina var født som prinsesse i det lille, tyske fyrstedømme i Anhalt-Zerbst. Hun begyndte at læse fransk litteratur i hendes barndom, da hoffet i Anhalt-Zerbst var stærkt præget af fransk kultur. Den eksisterende version af Nakaz skrevet af Katharina Den Store, er skrevet på fransk. Der findes også en russisk oversættelse, også skrevet af hende selv. 
Dokumentet indeholder 22 kapitler. De første 3 kapitler omhandler det daværende Russiske Imperium, 4.-10. kapitel omhandler de tilstedeværende love, og Katharinas holdning til disse. 11.-20. kapitel omhandler det russiske folk, og de sidste to omhandler organiseringen af politiet, og statens administration af penge.

## Historisk kontekst
I slutningen af 1766 følte Katharina 2. af Rusland sig klar til at introducere Rusland for store ændringer, baseret i Oplysningstiden.
På denne baggrund, nedsatte hun ”Den Lovgivende Kommission”. Målet for kommission var at nedskrive love, hvilket sidst var blevet gjort i 1649, før Rusland begyndte sin transformation til en mere vestlig kultur. Yderligere mente Katharina Den Store at Kommissionens arbejde ville gøre meget for en rationalisering og modernisering af russisk lov og liv. Som forberedelse til Kommissionen, skrev Katharina et ekstensivt dokument til at guide delegaterne i Kommissionen, hvilket blev til hendes omfattende ”Nakaz”, hvori hun udlagde sin vision for hvordan det Russiske Imperium skulle regeres og hvordan samfundet skulle organiseres.
Teksten, personligt udarbejdet af Katharina i en periode over 18 måneder, trak ekstensivt på hendes personlige favoritværker, specielt Montesquieus ”De l’esprit des lois” (dansk: Om Lovens Ånd) (1748), som Tsarinaen refererede til som hendes bibel og yderlige brugte til generelle politiske principper. Hun trak også inspiration fra Cesare Beccarias bog ”Om Forbrydelse og Straf” (1763), der inspirerede Katharinas tanker om muligheden for en mindre brutal måde at behandle kriminelle på.
Hun havde helt sikkert ingen intentioner om at slutte enevældet i Rusland. Hun mente at enevælde var den eneste mulige regeringsform for at sammenholde og sikre fremdrift i et så enormt land som Rusland, selvom den centrale magt skal være bundet i fundamentale love og den generelle fremdrift af det totale gode, hvis det ikke skulle blive til et tyranni. Derfor fordømte ”Nakaz” dødsstraf, såvel som tortur, og den argumenterede derudover også for forebyggende handlinger for at undgå kriminalitet.
I det hele taget var ”Nakaz” et markant liberalt dokument; endda så liberalt, at det blev bandlyst i Frankrig.

## Nakaz'indflydelse på det russiske samfund
Selvom Nakaz var et radikalt dokument, baseret på rationalisme og oplysning, fik den dog aldrig en vedvarende indflydelse på det russiske samfund. Den blev et kontroversielt emne i intellektuelle kræse i Moskva og Skt. Petersborg, men Den Lovgivende Kommision fandt dokumentet forvirrende og de store ændringer foreslået i Nakaz blev i større eller mindre grad forkastet.